# Vic Willems
Vic Willems is een Nederlandse singer-songwriter. Hij won in 2016 de Grote Prijs van Nederland en heeft drie albums uitgebracht; Doemdenker/Wonderkind in 2020, Wachten tot het fout gaat in 2023 en Meester van Niks in 2025.

## Biografie
Willems is afkomstig uit Schijndel, vestigde zich door zijn opleiding psychologie in Utrecht en brengt sinds 2015 muziek uit. Hij kwam in 2015 met zijn debuut-ep Niks om je voor te schamen. In 2016 won hij de Grote Prijs van Nederland in de categorie Singer-songwriter. Hij werd vervolgens geselecteerd voor de Popronde van 2017 en stond daarnaast op de festivals Uitmarkt en Festival The Brave.
In het najaar van 2017 kwam Willems met de singles Brieven aan mezelf en Ik zie je. Beide singles waren voorlopers van de ep Doe wat je leuk vindt, welke mede geproduceerd werd door de Britse artiest Fink en werd uitgebracht augustus van het jaar 2018. De ep was deels opgenomen in de Wisseloordstudio's, aangevuld met liveopnames. De thema's van de ep waren "genieten van het leven" en "volwassen worden". De ep werd gedebuteerd bij een releaseparty in Molen de Ster.

### Doemdenker/Wonderkind
Willems tekende vervolgens bij platenlabel Excelsior Recordings en bracht in 2019 aldaar zijn eerste singles uit. Dit waren Doemdenker/Wonderkind en Wij geloven. Bij het uitbrengen van de single Doemdenker/Wonderkind kondigde hij ook aan dat zijn eerste album dezelfde titel zou hebben. Deze werd in april 2020 uitgebracht, drie maanden na de ep Ik / jij / wij. Ten tijde van het uitbrengen van de ep speelde hij eveneens op muziekfestival Noorderslag. Op het album, geproduceerd door Frans Hagenaars en Willems zelf, beschrijft hij over hoe zijn leven ervaart, ingaand op de positieve maar vooral de negatieve aspecten. De muziekstijl van Willems was ook enigszins verandert met het album; er waren meer folk en elektronische aspecten toegevoegd aan de gebruikelijke indiepop van de artiest.

### Wachten tot het fout gaan
Na het album werkte Willems in 2021 samen met de Belgische artiest Monokimono op de single Jij & ik en kwam hij als solo-artiest met het nummer Tuinwijk-West, een ode aan zijn wijk Buurland in Utrecht. Daarnaast ging hij in dat jaar samen met Charl Delemarre op tour door Nederland, waarbij hij speelde in onder meer Simplon en EKKO. Qua nieuwe muziek was het na Tuinwijk-West even stil rondom Willems, totdat hij in oktober 2022 met de single Wachten tot het fout gaat kwam. Dit lied was door Willems zelf geproduceerd en werd door hemzelf omschreven als lichter en speelser dan zijn eerder uitgebrachte muziek. Het was daarnaast een voorloper van een volledig zelfgeproduceerd album. Dat album, ook met de titel Wachten tot het fout gaat, kwam uit in mei 2023. De single volgend na dit album is Ademwolken (Hier en nu), in samenwerking met Brent Beukelaer en uitgebracht in juli 2024.

### Liedschrijver
Naast uitvoerend artiest schrijft Willems ook voor andere artiesten. Dit deed hij onder meer voor Linde Schöne, De Club van Sinterklaas, Cero Ismael en Wulf.

## Discografie (albums en ep's)
- Niks om je voor te schamen (ep, 2015)
- Doe wat je leuk vindt (ep, 2018)
- Ik / jij / wij (ep, 2020)
- Doemdenker / Wonderkind (album, 2020)
- Wachten tot het fout gaat (album, 2023)
- Meester van Niks (album, 2025)